# Asesinatos de Saravan de 2024
Los Asesinatos de Saravan de 2024 ocurrieron el 27 de enero de 2024,cuando nueve trabajadores paquistaníes fueron asesinados en la ciudad de Saravan, en la región fronteriza sudoriental de Irán. Las víctimas, que eran trabajadores, vivían en el taller de reparación de automóviles donde trabajaban. El incidente se produce en medio de los esfuerzos de Irán y Pakistán por mejorar las relaciones después de los recientes ataques de ojo por ojo y diente por diente que se dieron en el mes de enero de 2024.

## Incidente
Hombres armados desconocidos entraron en una casa y dispararon a todos los trabajadores paquistaníes.  Ningún individuo o grupo se atribuyó la responsabilidad del tiroteo.  Este incidente ocurrió antes de la visita del Ministro de Asuntos Exteriores iraní, Hossein Amir-Abdollahian, a Pakistán.
Cinco de las víctimas pertenecían a diferentes zonas de Alipur, en la provincia de Punjab, y habían estado trabajando en Irán durante la última década. Los familiares de los fallecidos llegaron a la oficina del Comisionado Adjunto y facilitaron el traslado de los cadáveres a Pakistán.

## Reacciones
El embajador de Pakistán en Teherán, Muhammad Mudassir Tipu, expresó su profunda conmoción por las muertes y aseguró que la embajada brindaría toda la ayuda posible a las familias afligidas. Instó a Irán a cooperar plenamente en este asunto.
República Islámica de Irán condenó la muerte de nueve paquistaníes en un ataque cometido en suelo iraní cerca de la frontera con Pakistán y aseguró que este nuevo incidente no dañara las relaciones entre los dos vecinos.

### Los familiares de las víctimas protestan
Las familias de las víctimas exigieron al gobierno que repatriara los restos de sus seres queridos a sus pueblos natales para su entierro. Protestaron y bloquearon la carretera de Alipore .

## Enlace Externo
- Esta obra contiene una traducción  derivada de «2024 Saravan killings» de Wikipedia en inglés, publicada por sus editores bajo la Licencia de documentación libre de GNU y la Licencia Creative Commons Atribución-CompartirIgual 4.0 Internacional.